# Kapelusz tyrolski

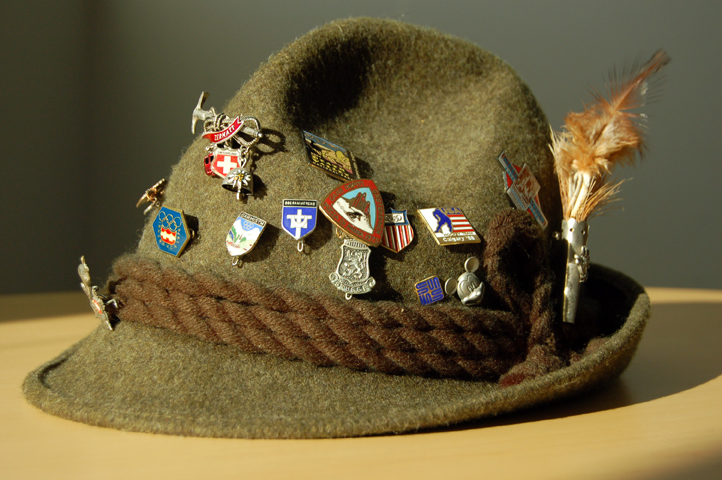
Kapelusz tyrolski z przypinkami i podwiniętym rondem

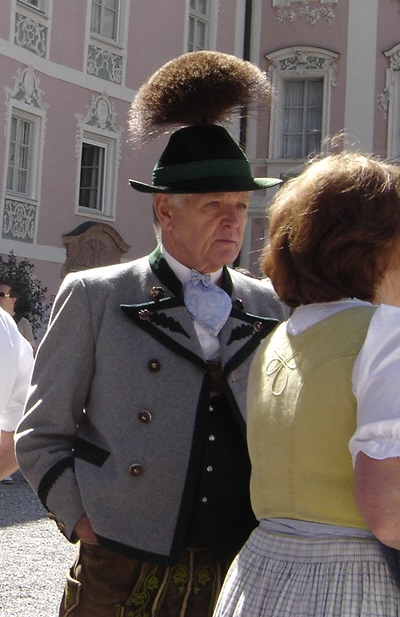
Kapelusz tyrolski z pędzlem gamsbart

Kapelusz tyrolski (niem. Tirolerhut), również kapelusz alpejski (wł. cappello alpino), kapelusz bawarski – rodzaj nakrycia głowy wywodzący się z regionu Tyrolu w Alpach położonego w części Austrii, Niemiec, Włoch i Szwajcarii. Stanowi część lokalnego tradycyjnego ubioru Trachtu.

## Opis
Typowy kapelusz tyrolski zazwyczaj wykonany jest z zielonego filcu, posiada zwężający się czubek i rondo szerokości dłoni. Taki wygląd kapelusza był szczególnie powszechny w dolinie Zillertal w austriackim Tyrolu.
Oprócz zróżnicowania kształtów i szerokości ronda, kapelusze tyrolskie są charakterystycznie zdobione kolorową sznurkową opaską lub kwiatami czy piórami. Spotyka się również kapelusze z tradycyjnym pędzlem (gamsbart) wykonanym z brody kozicy.

## Historia
W XIX i XX wieku  nastąpiło pewne ujednolicenie wyglądu stroju bawarskiego. W lokalnych strojach wiejskich Tyrolu od lat 30. i 40. XIX wieku przetrwały różne style tyrolskich kapeluszy, choć podobne do współczesnych. Dla północnego Tyrolu charakterystyczne były wysokie kapelusze z wąskim rondem, wgniecione na górze. Małe kapelusze z szerokim rondem charakteryzowały z kolei winiarski region południowego Tyrolu.
Kapelusz tyrolski stał się bardziej znany dzięki byłemu królowi Wielkiej Brytanii Edwardowi VIII, który po swojej abdykacji często przebywał w austriackiej Styrii i często nosił kapelusz w stylu tyrolskim, który jednak nie pochodził stamtąd. Tyrolski kapelusz miał również być inspiracją dla homburga, kapelusza spopularyzowanego przez jego dziadka, Edwarda VII.

## W kulturze
Kapelusz tyrolski stał się częścią wizerunku kultury tyrolskiej oraz pamiątką turystyczną związaną z tym regionem. Często noszony jest podczas ludowych świąt i festiwali oraz przez członków zespołów muzyki ludowej. Związany jest również z kulturą festiwali piwnych takich jak bawarski Oktoberfest.
- Bawarska odmiana kapelusza jest atrybutem Seppla (Józka) – jednej z figur tradycyjnego niemieckiego Teatru Kacperka.
- Kapelusz tyrolski nosił Pinokio w filmowej adaptacji z 1940 r.[7]
- Szlagier Ich kauf' mir lieber einen Tirolerhut trębacza jazzowego Billego Mo jest poświęcony kapeluszowi tyrolskiemu. W 1965 powstał komediowy musical pod tym samym tytułem[8].

## Galeria

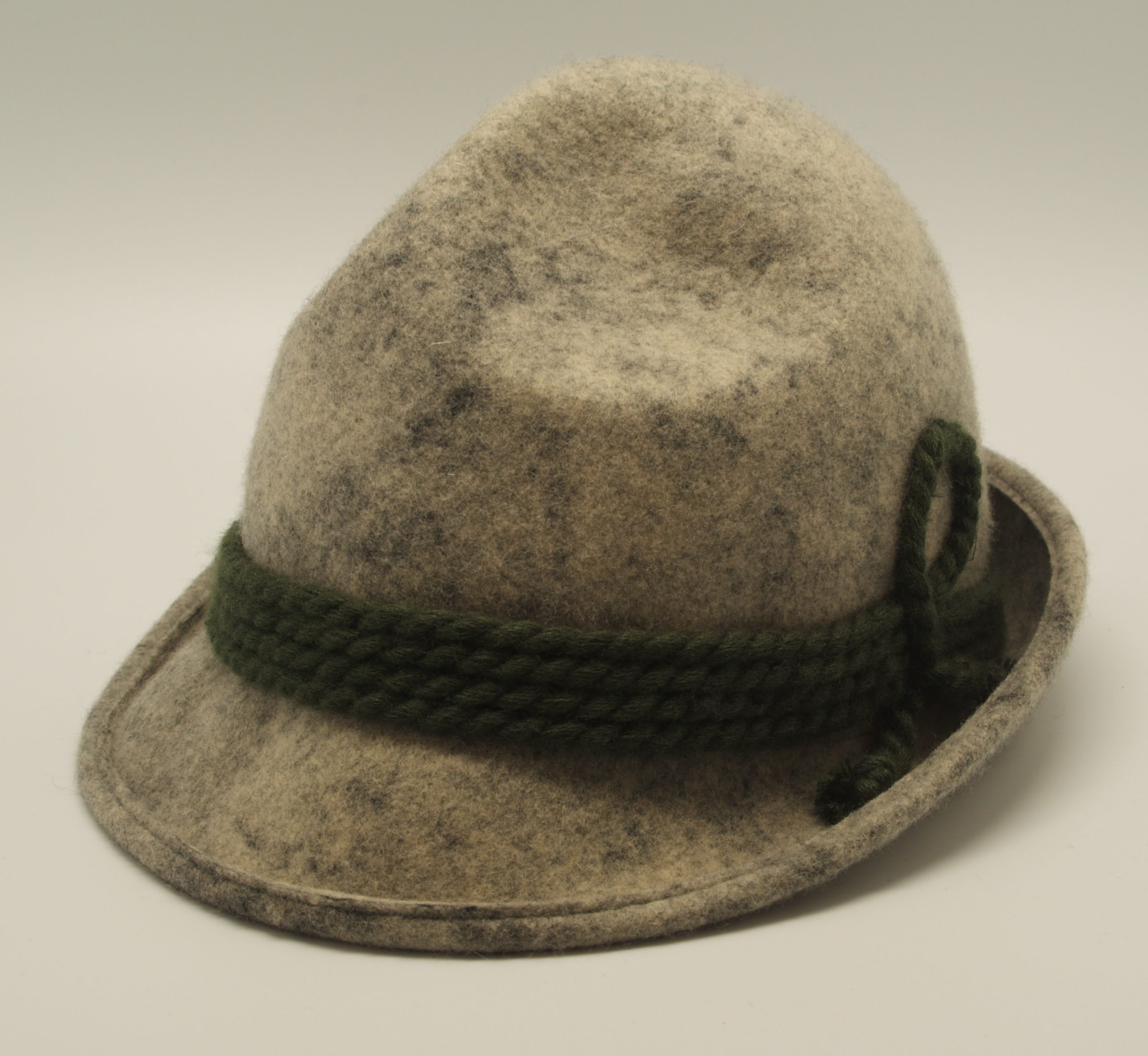
Szary kapelusz tyrolski
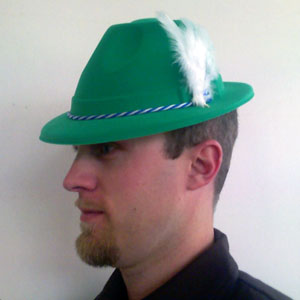
Uproszczona, imprezowa wersja kapelusza tyrolskiego
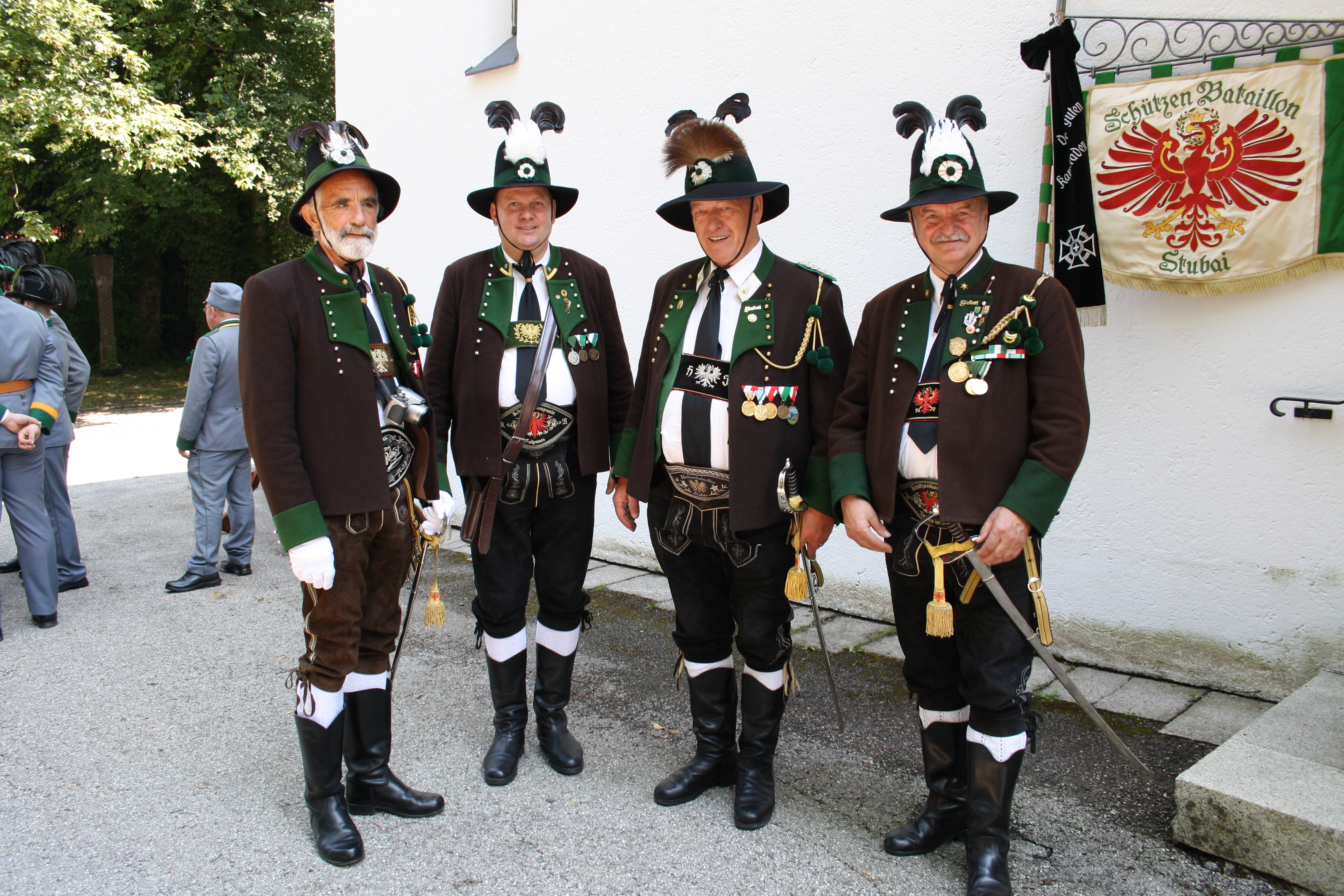
Mężczyźni w strojach ludowych podczas uroczystości pogrzebowych Otto von Habsburga w Pöcking
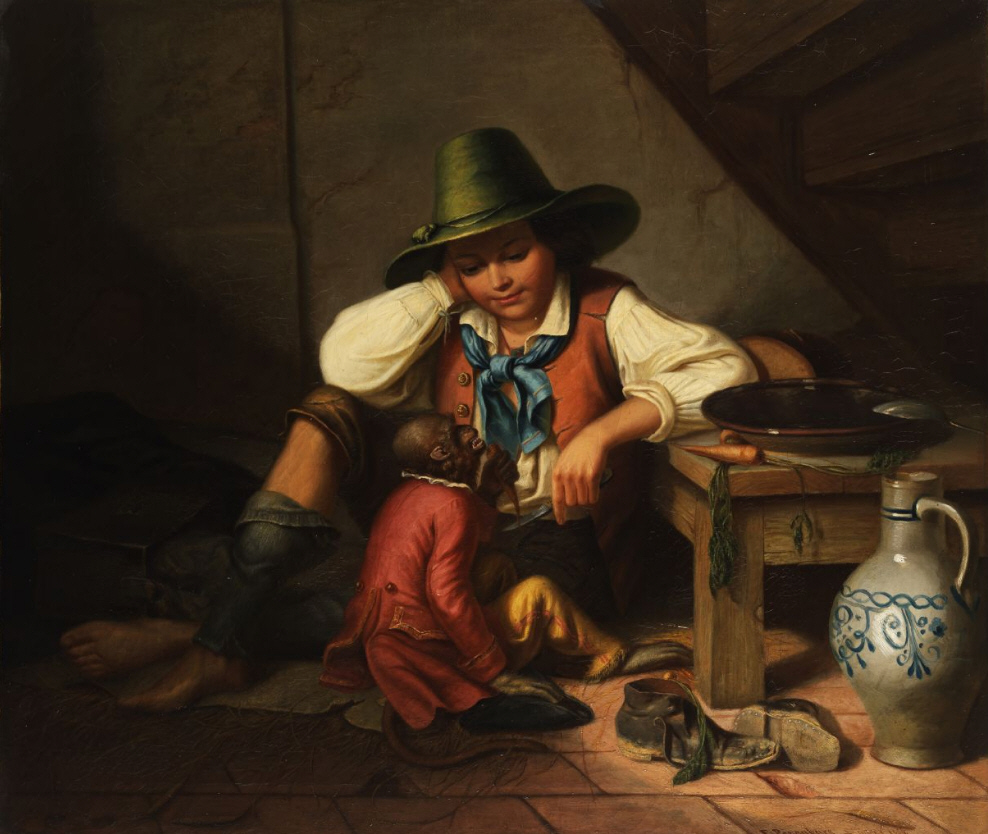
E. Petzenburg Chłopiec w kapeluszu tyrolskim z małpą (Knabe mit Tirolerhut und Äffchen), olej na płótnie, ok. 1834
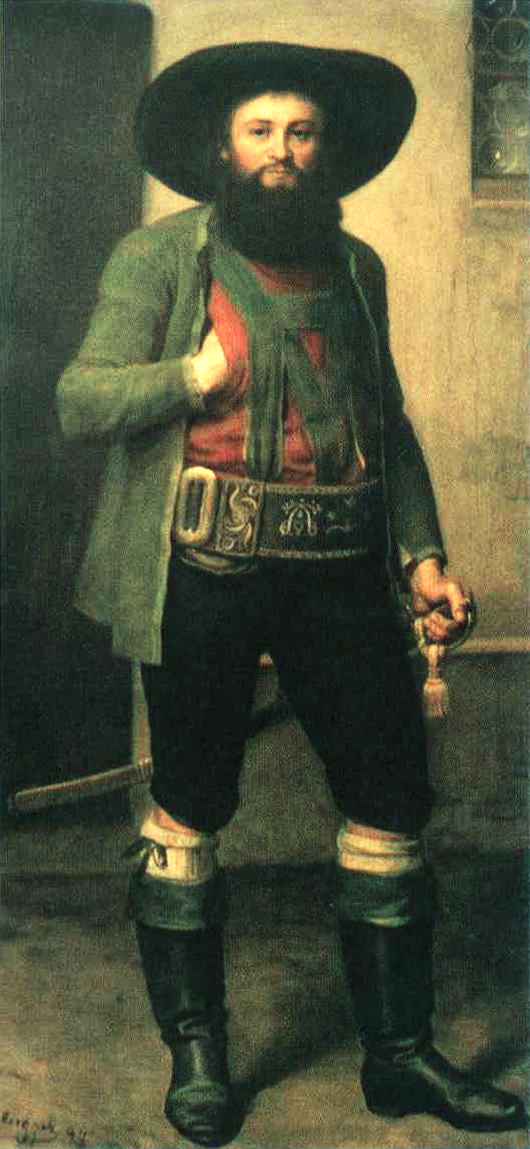
Andreas Hofer w typowym płaskim kapeluszu z szerokim rondem typu południowotyrolskiego (portret pośmiertny, połowa XIX wieku)
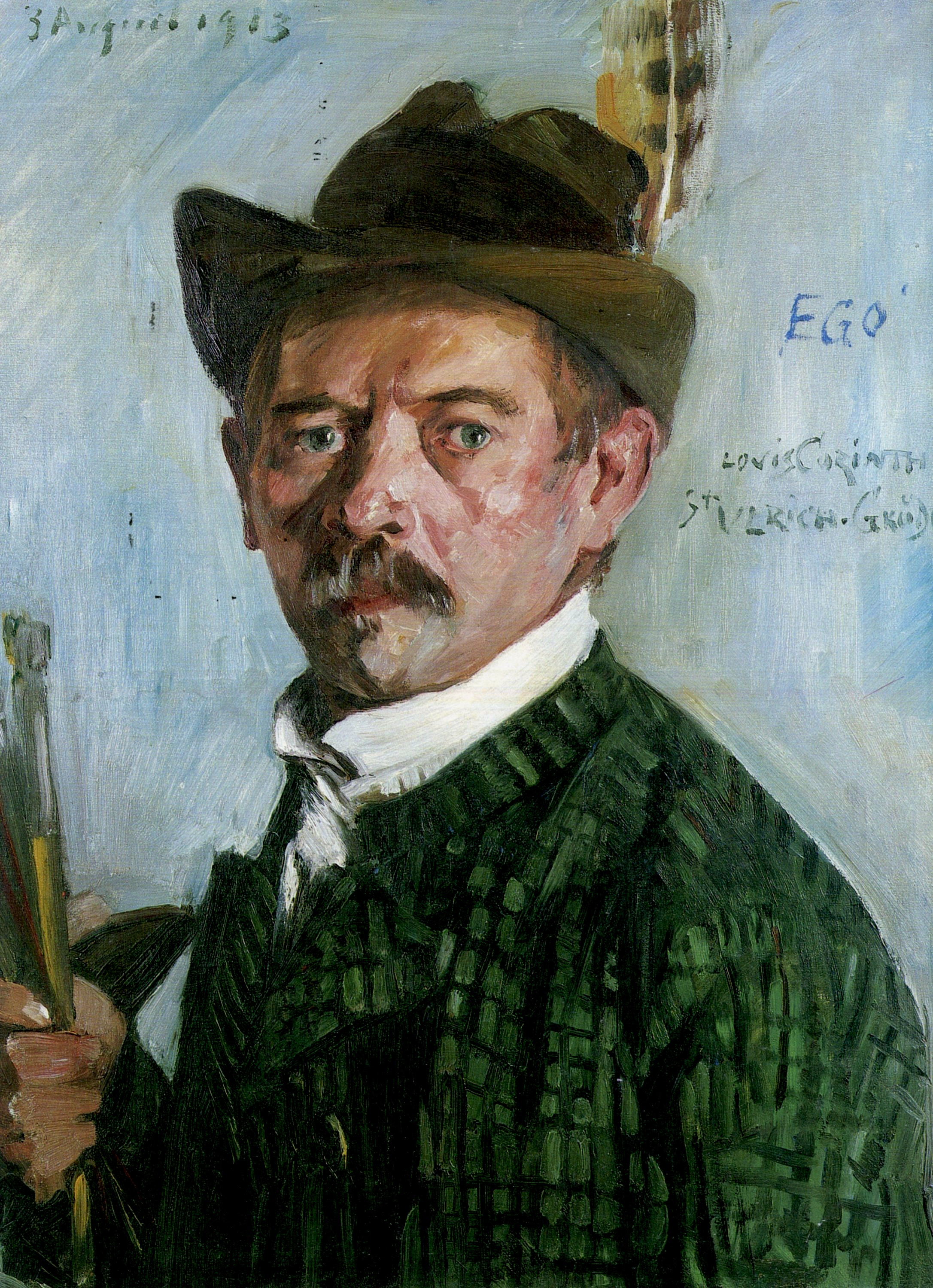
Lovis Corinth Autoportret w kapeluszu tyrolskim (Selbstporträt mit Tiroler Hut), 1913